# Sojiro Ishii
Sojiro Ishii (Hyogo, 29 maart 1970) is een voormalig Japans voetballer.

## Carrière
Sojiro Ishii speelde tussen 1992 en 1996 voor Gamba Osaka.